# No Need to Argue
No Need to Argue drugi je studijski album irskog alternativnog rock sastava The Cranberries. Album je objavljen 3. listopada 1994. godine, a objavila ga je diskografska kuća Island Records. Najprodavaniji je album sastava, prodajući se u više od 17 milijuna primjeraka diljem svijeta. Na albumu se nalazi najpoznatiji singl sastava, "Zombie". Album je glazbeno mračniji i agresivniji no prethodni Everybody Else Is Doing It, So Why Can't We?, objavljen godinu dana ranije.

## Kompozicija
U nekim pjesmama, grupa se odlučila na hard rock i heavy zvuk, u kojima koriste distorziju. Pjesma "Yeats' Grave" – na albumu je pogrešno napisana kao "Yeat's Grave" no to se nikada nije ispravilo ni na jednom re-izdanju – pjesma je o pjesniku Williamu Butler Yeatsu, a govori o njegovoj pjesmi, No Second Troy. Pjesma "Zombie", koju je napisala O'Riordan, govori o bombardiranju Warringtona 1993. godine, usred kojeg su dva dječaka poginula.

## Omot albuma
Za omot albuma, direktor fotografije Cally, ponovno je angažirao fotografa Andyija Earla, kao i isti kauč koji se nalazi na omotu prvog albuma. Kauč se ručno nosio kroz cijeli Dublin, sve dok se konačno nije pronašao studio u kojem se bijela pozadina konstruirala posebno za omot albuma. Sastav, na koje je utjecala nedavna fotografija sastava Blur, odlučio je nositi odijela za fotografiju. Rukopis imena albuma pripada Charlotte Villiers, video koordinatorici u Island Recordsu.
Svaki omot singlova prikazuje sastav na kauču u drugačijim pozama. Na CD disku nalazi se sam kauč. Isti se kauč kasnije pojavio u video spotu za pjesmu "Alright", britanske grupe Supergrass iz 1995. godine.

## Recenzije
Izdanje časopisa Billboard iz kolovoza 1995. godine, navelo je kako se [u to vrijeme] No Need To Argue prodao u najviše primjeraka albuma ikad, preko 5,1 milijuna primjeraka u šest mjeseci. U ožujku 1996. godine, sastavu je dodijeljena Juno nagrada u Kanadi za najprodavaniji album No Need to Argue. U srpnju 2014. godine, časopis Guitar World uvrstio je No Need to Argue na 41. mjesto njihovog popisa "Superunknown: 50 ikonskih albuma iz 1994."

Godine 2009., No Need To Argue našao se na 90. mjestu: Billboardovog popisa: 300 najprodavanijih albuma svih vremena".

## Popis pjesama
Tekstovi: Dolores O'Riordan, glazba: O'Riordan i Noel Hogan, osim gdje je naznačeno drugačije.
| 1.    | »Ode to My Family«    |           | 4:30 |
| 2.    | »I Can't Be with You« |           | 3:07 |
| 3.    | »Twenty One«          |           | 3:07 |
| 4.    | »Zombie«              | O'Riordan | 5:06 |
| 5.    | »Empty«               |           | 3:26 |
| 6.    | »Everything I Said«   |           | 3:52 |
| 7.    | »The Icicle Melts«    | O'Riordan | 2:54 |
| 8.    | »Disappointment«      |           | 4:14 |
| 9.    | »Ridiculous Thoughts« |           | 4:31 |
| 10.   | »Dreaming My Dreams«  | O'Riordan | 3:37 |
| 11.   | »Yeat's Grave«        | O'Riordan | 2:59 |
| 12.   | »Daffodil Lament«     | O'Riordan | 6:14 |
| 13.   | »No Need to Argue«    | O'Riordan | 2:54 |
| 50:30 |                       |           |      |

## Zasluge
- Dolores O'Riordan – vokali, električna i akustična gitara, klavijature
- Noel Hogan – električna i akustična gitara
- Mike Hogan – bas-gitara
- Fergal Lawler – bubnjevi, udaraljke